# ميخائيل تورنبول
ميخائيل تورنبول (بالإنجليزية: Michael Turnbull)‏ (24 مارس 1981 في أستراليا - ) هو لاعب كرة قدم أسترالي في مركز حراسة المرمى، شارك في الألعاب الأولمبية الصيفية 2000. وشارك مع منتخب أستراليا تحت 20 سنة لكرة القدم ومنتخب أستراليا الوطني لكرة القدم تحت 23 سنة. أما مع النوادي، فقد لعب مع ستاندارد لييج وماركوني ستاليونز ونادي سيدني أوليمبيك ونادي سيدني يونايتد 58 ونادي ملبورن فيكتوري ووولونغونغ وبريزبان سترايكرز ‏ وKingston City FC ‏ وOakleigh Cannons FC ‏ وNew Zealand Knights FC ‏.

## وصلات خارجية
- ميخائيل تورنبول على موقع الاتحاد الدولي (مؤرشف)  (الإنجليزية)
- ميخائيل تورنبول على موقع إي إس بي إن إف سي (الإنجليزية)
- ميخائيل تورنبول على موقع قاعدة بيانات كرة القدم.إي يو (الإنجليزية)
- ميخائيل تورنبول على موقع Soccerway.com (الإنجليزية)
- ميخائيل تورنبول على موقع عالم كرة القدم.نت (الإنجليزية)
- ميخائيل تورنبول على موقع أوليمبيديا (الإنجليزية)